# Svetko Grgič
Svetko Grgič (tudi Sveto Grgič), slovenski glasbenik, zborovodja * 9. maj 1931, Trst, † 29. oktober 2024, Trst 

## Življenje in delo
Rodil se je v družini peka Rafaela in gospodinje Marije Grgič. Ljudsko šolo je v letih 1937−41 obiskoval na Gropadi, nižjo trgovsko šolo pa 1941−44 v rojstnem kraju. Nato je do leta 1947 obiskoval privatno glasbeno šolo (klavir in glasbeno teorijo) pri profesorju Ubaldu Vrabcu. Leta 1948 je odšel v Ljubljano kjer je 1955 končal Srednjo glasbeno šolo (klavir in rog kot glavna predmeta). V sezoni 1954/55 je bil zaposlen v orkestru Slovenske filharmonije. Jeseni 1955 je na Glasbeni matici v Trstu prevzel poučevanje trobil, ter leta 1972 diplomiral na Akademiji za glasbo v Ljubljani. Po diplomi je bil do 1976 član orkestra v tržaškem gledališču Giuseppe Verdi. V letih 1976−90 je bil ravnatelj na Glasbeni matici v Trstu.
Grgič je kot zborovodja začel delovati leta 1955, ko je prevzel vodstvo najprej mečanega in nato moškega pevskega zbora na Padričah, ki ga je vodil do 1975. Po eno leto je vodil zbora Valentin Vodnik v Dolini in Lipa v Bazovici (1956−57). Leta 1957 je od Draga Petarosa prevzel  zbor Slovenec v Borštu in ga vodil do 1969, ko je na Opčinah ustanovil mešani pevski zbor Tabor. V Trebčah je v letih 1965−70 vodil Godbeno društvo Viktor Parma. Leta 1968 je pri Slovensko kulturno-gospodarski zvezi postal referent za godbe na pihala in z rednimi obiski pomagal pri organizaciji pihalnih godb v Dolini, Nabrežini in Proseku in z njimi 1969 sodeloval na reviji godb na pihala v Kopru.